# Căpriana
Căpriana è un comune della Moldavia situato nel distretto di Strășeni di 2.362 abitanti al censimento del 2004. Ospita un monastero circondato da boschi, laghi e un paesaggio ameno. Il monastero è raffigurato sul retro della banconota da 1 leu moldavo.

## Amministrazione

### Gemellaggi
- Capriana